# Grotte du Pirée
La grotte du Pirée, également appelée Sirággio, Sirággion, Sirággiou, Síragga, en grec moderne : Σηράγγιo, Σηράγγγιον, Σηραγγείον, Σήραγγα, mais aussi grotte de Paraskeve (σπηλιάς του Παρασκευά), est un passage souterrain, une grotte naturelle, située au Pirée, en Grèce. 
Elle est considérée comme une grotte d'intérêt archéologique dont certaines structures remontent aux Minyens préhistoriques, d'origine ionienne, qui semblent s'être installés de façon permanente dans la région, venant d'Orchomène en Béotie. 
Il s'agit d'une structure en forme de grotte, découverte en 1897 et située à l'est de Kastélla, sur une côte rocheuse escarpée au-dessus de la mer, à l'emplacement actuel de Votsalákia, autrefois connu sous le nom de plage de Paraskeve, d'après le nom du propriétaire de la taverne cosmopolite de bord de mer qui s'y trouvait. Elle s'est aussi appelée autrefois grotte de Lalaoúnis.